# آدریان دونبار
آدریان دونبار (به انگلیسی: Adrian Dunbar) (زاده ۱ اوت ۱۹۵۸) بازیگر اهل ایرلند شمالی است.
از فیلم‌ها یا مجموعه‌های تلویزیونی که وی در آن‌ها نقش داشته‌است، می‌توان به تیراندازها، سپیده‌دم، قطار بی‌رحم، مرگ در بهشت، پلی‌بویز و چشم دلفین اشاره کرد.